# 然克雷
然克雷（法語：Gincrey，法語發音：[ʒɛ̃kʁɛ]）是法国默兹省的一个市镇，位于该省东北部，属于凡尔登区。

## 地理
然克雷（49°14'43"N, 5°34'22"E）面积9.69 平方千米，位于法国大東部大區默兹省，该省份为法国西北部内陆省份，北与比利时接壤，西接马恩省和阿登省，南至上马恩省和孚日省，东临默尔特-摩泽尔省。
与然克雷接壤的市镇（或旧市镇、城区）包括：福阿梅-奥尔内勒、格勒米伊、卢瓦松、奥恩河畔莫库尔、莫日维尔、莫尔热穆兰、瑟农。
然克雷的时区为UTC+01:00、UTC+02:00（夏令时）。

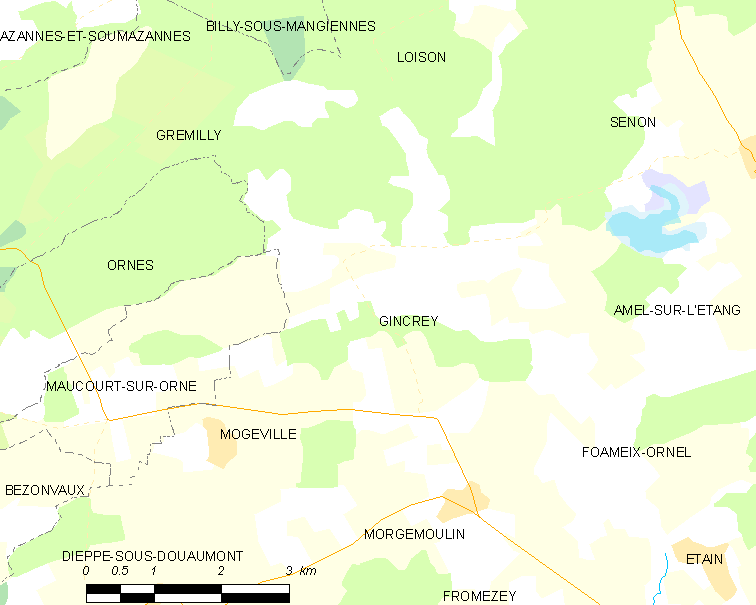
然克雷的OSM定位图

## 行政
然克雷的邮政编码为55400，INSEE市镇编码为55211。

## 政治
然克雷所属的省级选区为默兹河畔贝尔维尔县。

## 交通
默兹省省道D65线经过境内。

## 人口

1962-2008年间然克雷人口变化图示

然克雷于2022年1月1日时的人口数量为61人。